# Искровский сельсовет (Ставропольский край)
И́скровский сельсове́т — упразднённое сельское поселение в составе Будённовского района Ставропольского края России.

## География
Находится в северо-западной части Будённовского района.

## История
С 16 марта 2020 года, в соответствии с Законом Ставропольского края от 31 января 2020 г. № 5-кз, все муниципальные образования Будённовского муниципального района были преобразованы путём их объединения в единое муниципальное образование Будённовский муниципальный округ.

## Население
| 1989  | 2002  | 2010  | 2011  | 2012  | 2013  | 2014  |
| ----- | ----- | ----- | ----- | ----- | ----- | ----- |
| 2137  | ↘2025 | ↘1994 | →1994 | ↘1945 | ↘1937 | ↘1898 |
| 2015  | 2016  | 2017  | 2018  | 2019  | 2020  |       |
| ↗1902 | ↗1944 | ↗1992 | ↗1995 | ↘1979 | ↘1965 |       |

### Национальный состав
По итогам переписи населения 2010 года проживали следующие национальности (национальности менее 1 %, см. в сноске к строке «Другие»):
| Национальность | Численность | Процент |
| -------------- | ----------- | ------- |
| Русские        | 1418        | 71,11   |
| Даргинцы       | 469         | 23,52   |
| Украинцы       | 30          | 1,50    |
| Кумыки         | 20          | 1,00    |
| Другие         | 57          | 2,86    |
| Итого          | 1994        | 100,00  |

## Состав поселения
- Искра (посёлок, административный центр) — 1009[17]
- Прогресс (посёлок) — 400[18]
- Тихий (посёлок) — 250[18]
- Целинный (посёлок) — 300[18]

## Местное самоуправление
- Совет депутатов сельского поселения Искровский сельсовет, состоит из 9 депутатов, избираемых на муниципальных выборах по одномандатным избирательным округам сроком на 5 лет. Глава поселения — Самойленко Виктор Васильевич (Самойленко Виктор Васильевич (c 8 октября 2006 г. — третий срок)
- Администрация сельского поселения Искровский сельсовет

## Инфраструктура
- Администрация муниципального образования Искровского сельсовета
- Центр культуры, досуга и спорта
- Врачебная амбулатория.
- Будённовский социально-реабилитационный центр для несовершеннолетних «Искра»
- Железнодорожная станция Искра СКЖД.

## Учебные заведения
- Средняя общеобразовательная школа № 13. С 1930 года в поселке Искра существовала семилетняя, а затем девятилетняя школа. Нынешнее здание было построено в 1962 году. В школе обучается 280 детей
- Детский сад № 16 «Искорка» (на 140 мест)

## Экономика
Крупные предприятия и организации отсутствуют. Местный бюджет формируется за счёт налоговых поступлений от средних и мелких крестьянско-фермерских хозяйств. Торговое обслуживание поселков осуществляют Искровское сельское потребительское общество и частные предприниматели.

## Памятники
- Памятник воинам-землякам, погибшим в годы гражданской и Великой Отечественной войн. 1973 год[19]